# Воробиевка (Скориковская сельская община)
Воробиевка (укр. Воробіївка) — село в Скориковской сельской общине Тернопольского района Тернопольской области Украины.
До 2020 года входило в Подволочисский район.
Население по переписи 2001 года составляло 282 человека. Почтовый индекс — 47823. Телефонный код — 3543.